# بوريدا
بلدية بوريدا (بالكاتالانية: Borredà) هي إحدى بلديات مقاطعة برشلونة، والتي تقع في منطقة كاتالونيا، شرق إسبانيا.
يبلغ عدد سكانها 571 نسمة وفقاً لإحصائية سنة (2007).